# ایگوینز
ایگوینز (به فرانسوی: Aiguines) یک کامین در فرانسه است که در Canton of Aups واقع شده‌است.

## خصوصیات
ایگوینز ۱۱۴٫۴۳ کیلومترمربع مساحت و ۲۵۳ نفر جمعیت دارد و ۸۱۷ متر بالاتر از سطح دریا واقع شده‌است.